# Euchlaena serrata
Euchlaena serrata är en fjärilsart som beskrevs av Dru Drury 1770. Euchlaena serrata ingår i släktet Euchlaena och familjen mätare. Inga underarter finns listade i Catalogue of Life.